# Lady Aïda
Aïda Spaninks (Diessen, 25 februari 1958 – Eindhoven, 27 september 2021) was een Nederlands dj.

## Levensloop
In 1985 startte zij haar opleiding aan de Academie voor Theatervormgeving in Eindhoven, waar zij in 1989 afstudeerde in de richting theater en mode. In 1985 begon Spaninks in café Cul du Sac in Eindhoven als barkeeper, maar zij werd er later als dj aangenomen. Ze draaide op diverse grote festivals waaronder Pinkpop en Lowlands. In 2016 raakte ze betrokken bij Lay Down & Listen, een serie ligconcerten in het Muziekgebouw Eindhoven.
Spaninks richtte de dj-school Rebelbass op.
Op 27 september 2021 werd bekend dat Lady Aïda op 63-jarige leeftijd is overleden aan de gevolgen van borstkanker.